# Sartākarāt
Sartākarāt (persiska: سرتاكرات) är en ort i Iran.   Den ligger i provinsen Mazandaran, i den norra delen av landet, 120 km norr om huvudstaden Teheran. Antalet invånare är 274.
Terrängen runt Sartākarāt är varierad. Runt Sartākarāt är det ganska tätbefolkat, med 108 invånare per kvadratkilometer. Närmaste större samhälle är Nashtā Rūd, 8,1 km nordväst om Sartākarāt. I omgivningarna runt Sartākarāt växer i huvudsak blandskog.